# .de
.de je národní doména nejvyššího řádu pro Německo. Doménu spravuje DENIC.
.de je druhá nejoblíbenější národní doména v počtu registrací po .cn.[zdroj⁠?!] Domény se mohou registrovat přímo přes DENIC, ale je rychlejší a levnější registrovat přes členské organizace.
V doménových jménech je možné používat kromě základních znaků anglické abecedy i znaky dalších národních abeced.

## Historie
První doménu uni-dortmund.de si registroval Department of Computer Science of the University of Dortmund. Než bylo Německo sjednoceno, patřila doména .de Německé spolkové republice (západ). Východní Německá demokratická republika měla mít doménu .dd, která ale nikdy nebyla spuštěna, protože ke sjednocení Německa došlo dříve.
Jako jeden z mála moderních registrátorů umožňuje DENIC registraci domén, přes sebe, ale je to dražší než pro smluvní partnery.[zdroj⁠?!]